# 플래카드

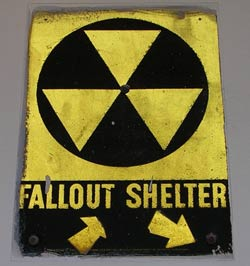
핵 대피소를 나타내는 간판 (placard의 범주)

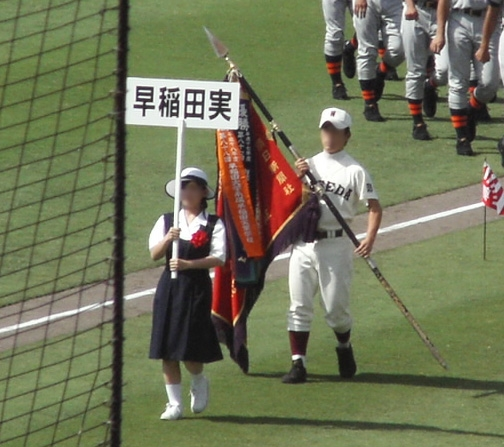
플래카드에 선도되는 고교 야구 선수 (제89회 전국 고등학교 야구 선수권 대회, 2007년)

플래카드(영어: placard)는 읽는 사람에게 정보를 제공하는 판 모양의 게시물로 벽보(→ 포스터)와 팻말(공공 시설의 "관계자 외 출입 금지" 꼬리표 등)뿐 아니라 손팻말도 포함한다.
한국어식 영어에서는 현수막, 걸개의 의미로 바뀌어 쓰이고 있다.

## 같이 보기
- 포스터